# La Riera (Oristà)
La Riera és una masia d'Oristà (Lluçanès) inclosa a l'Inventari del Patrimoni Arquitectònic de Catalunya.

## Descripció
Gran casal a quatre vents i orientat al migdia, amb dos torretes de vigia a dos dels seus vèrtexs.
Façana centrada per un portal adovellat que sobre davant d'una gran era, amb la llinda datada el 1595.
Totes les portes interiors estan fetes amb pedra treballada. Una de les sales conserva l'antic mobiliari.
A la part posterior sobre una galeria que conté un pou-cisterna. El 1960 es va construir la masoveria moderna.

## Història
Constava documentada des de l'any 1100 si bé l'arxiu fou destruït durant la guerra civil.
Es conserva la geneologia.